# Aoplus rubellator
Aoplus rubellator är en stekelart som först beskrevs av Zetterstedt 1838.  Aoplus rubellator ingår i släktet Aoplus och familjen brokparasitsteklar. Arten är reproducerande i Sverige. Inga underarter finns listade i Catalogue of Life.